# مانکی اسپایدر
مانکی اسپایدر یک موتور جاوا اسکریپت منبع باز است که اولین موتور جاوا اسکریپت است که توسط برندان آیک در نت‌اسکیپ نوشته شد و بعداً به عنوان منبع باز منتشر شد و در حال حاضر توسط بنیاد موزیلا نگهداری می‌شود. این موتور جاوا در مرورگر وب فایرفاکس استفاده می‌شود.